# 圣马力诺共产党
圣马力诺共产党（義大利語：Partito Comunista Sammarinese），简称圣共（PCS），是圣马力诺的一个已不存在的共产主义政党。
1921年，意大利共产党在圣马力诺建立分支，该组织曾长期处于地下状态。1941年，圣马力诺共产党成立。该党成立初期，是执政的圣马力诺天主教民主党最大的反对党。长期以来，该党在大选中的得票率保持在20%—25%之间，一直是圣马力诺第二大党。1945年—1957年，该党与圣马力诺社会党结盟赢得历次大选，组建了联合政府。1957年9月19日—10月11日，发生“罗韦雷塔事件”，该党被迫下台。1978年—1986年，该党与圣马力诺社会党、统一社会党—社会主义协议结盟，再次参与联合执政。1986年，由于圣马力诺社会党受到腐败丑闻的严重冲击，该党转而与圣马力诺天主教民主党组成新的执政联盟，这一联盟执政至1992年。
1990年，圣马力诺共产党决定放弃共产主义意识形态并改组为圣马力诺民主进步党。部分党员反对这一决定，后于1992年效仿意大利重建共产党的做法另外组建圣马力诺重建共产党。